# Sheldon Dries
Sheldon Stephen Dries, född 23 april 1994, är en amerikansk professionell ishockeyforward som spelar för Grand Rapids Griffins i American Hockey League (AHL) under kontrakt med Detroit Red Wings i National Hockey League (NHL). Han har tidigare spelat för Colorado Avalanche och Vancouver Canucks.

## Statistik

### Klubbkarriär
| 2010–11    | Belle Tire                  | T1EHL      | 36  | 23 | 15 | 38 | 92  | —  | —  | — | —  | —  |
| 2010–11    | Green Bay Gamblers          | USHL       | 3   | 0  | 0  | 0  | 4   | —  | —  | — | —  | —  |
| 2011–12    | Green Bay Gamblers          | USHL       | 59  | 19 | 19 | 38 | 126 | 12 | 1  | 6 | 7  | 8  |
| 2012–13    | Green Bay Gamblers          | USHL       | 54  | 22 | 27 | 49 | 105 | 4  | 1  | 1 | 2  | 6  |
| 2013–14    | Western Michigan University | NCHC       | 39  | 3  | 4  | 7  | 43  | —  | —  | — | —  | —  |
| 2014–15    | Western Michigan University | NCHC       | 37  | 14 | 15 | 29 | 37  | —  | —  | — | —  | —  |
| 2015–16    | Western Michigan University | NCHC       | 36  | 11 | 7  | 18 | 22  | —  | —  | — | —  | —  |
| 2016–17    | Western Michigan University | NCHC       | 36  | 16 | 14 | 30 | 34  | —  | —  | — | —  | —  |
| 2017–18    | Texas Stars                 | AHL        | 70  | 19 | 11 | 30 | 53  | 22 | 10 | 0 | 10 | 30 |
| 2018–19    | Colorado Avalanche          | NHL        | 40  | 3  | 3  | 6  | 26  | —  | —  | — | —  | —  |
| 2018–19    | Colorado Eagles             | AHL        | 25  | 3  | 8  | 11 | 19  | 4  | 1  | 0 | 1  | 0  |
| 2019–20    | Colorado Eagles             | AHL        | 50  | 21 | 14 | 35 | 69  | —  | —  | — | —  | —  |
| 2019–20    | Colorado Avalanche          | NHL        | 5   | 0  | 0  | 0  | 0   | 1  | 0  | 0 | 0  | 0  |
| 2020–21    | Colorado Avalanche          | NHL        | 3   | 0  | 0  | 0  | 4   | —  | —  | — | —  | —  |
| 2020–21    | Colorado Eagles             | AHL        | 18  | 5  | 5  | 10 | 14  | —  | —  | — | —  | —  |
| 2021–22    | Abbotsford Canucks          | AHL        | 54  | 35 | 27 | 62 | 20  | 2  | 1  | 0 | 1  | 0  |
| 2021–22    | Vancouver Canucks           | NHL        | 11  | 2  | 1  | 3  | 0   | —  | —  | — | —  | —  |
| 2022–23    | Abbotsford Canucks          | AHL        | 2   | 1  | 3  | 4  | 2   | —  | —  | — | —  | —  |
| 2022–23    | Vancouver Canucks           | NHL        | 63  | 11 | 6  | 17 | 29  | —  | —  | — | —  | —  |
| 2023–24    | Abbotsford Canucks          | AHL        | 55  | 29 | 23 | 52 | 45  | 6  | 1  | 2 | 3  | 4  |
| NHL totalt | NHL totalt                  | NHL totalt | 122 | 16 | 10 | 26 | 59  | 1  | 0  | 0 | 0  | 0  |